# مايك فيكرز
مايك فيكرز (بالإنجليزية: Mike Vickers)‏ هو ملحن وعازف قيثارة بريطاني، ولد في 18 أبريل 1940 في ساوثهامبتون في المملكة المتحدة.

## وصلات خارجية
- مايك فيكرز على موقع IMDb (الإنجليزية)
- مايك فيكرز على موقع ميوزك برينز (الإنجليزية)
- مايك فيكرز على موقع أول ميوزيك (الإنجليزية)
- مايك فيكرز على موقع ديسكوغز (الإنجليزية)
- مايك فيكرز على موقع قاعدة بيانات الفيلم (الإنجليزية)